# Atrotus
Atrotus is een geslacht van kevers uit de familie van de loopkevers (Carabidae). De wetenschappelijke naam van het geslacht is voor het eerst geldig gepubliceerd in 1896 door Peringuey.

## Soorten
Het geslacht Atrotus omvat de volgende soorten:
- Atrotus aethiopicus Basilewsky, 1951
- Atrotus bedeli (Alluaud, 1908)
- Atrotus bicolor Britton, 1948
- Atrotus chenzemae Basilewsky, 1976
- Atrotus dallastai Basilewsky, 1977
- Atrotus elgonensis Basilewsky, 1954
- Atrotus forcipatus Peringuey, 1896
- Atrotus kivuensis (Burgeon, 1935)
- Atrotus kundelunguensis Basilewsky, 1953
- Atrotus lamottei Basilewsky, 1968
- Atrotus leleupi Basilewsky, 1951
- Atrotus luror Peringuey, 1926
- Atrotus mandibularis Basilewsky, 1956
- Atrotus oldeanicus Basilewsky, 1962
- Atrotus scotti (Alluaud, 1937)
- Atrotus sjoestedti (Alluaud, 1926)
- Atrotus uluguruanus Basilewsky, 1962